# Ionthas ataracta
Ionthas ataracta là một loài bướm đêm thuộc phân họ Arctiinae, họ Erebidae.